# Bathyraja trachouros
Bathyraja trachouros is een vissensoort uit de familie van de Arhynchobatidae. De wetenschappelijke naam van de soort is voor het eerst geldig gepubliceerd in 1958 door Ishiyama.